# Coelopacidia torrida
Coelopacidia torrida är en tvåvingeart som först beskrevs av Günther Enderlein 1920.  Coelopacidia torrida ingår i släktet Coelopacidia och familjen borrflugor.
Artens utbredningsområde är Tanzania. Inga underarter finns listade i Catalogue of Life.